# Bambara
Bambara (eller Banmana) är ett mandespråkigt folk som lever i Västafrika, huvudsakligen i sydvästra Mali men också i Guinea, Burkina Faso, Senegal och Gambia. Det finns cirka 3,2 miljoner bambara, och de utgör omkring en tredjedel av befolkningen i Mali, och runt två procent i Burkina Faso. Bambara lever traditionellt av jordbruk, och än i dag är jordbruket deras huvudsakliga försörjning. Många har dock flyttat till städerna och tagit upp andra yrken. Beteckningen bambara betyder närmast 'barbar' och är en exonym, självbenämningen är banmana, vilket betyder "lyd ingen herre".
Innan det islamiska Toucouleurriket erövrade dem på 1800-talet var bambara organiserade i Bambarariket. Under den franska kolonialtiden blev de den dominerande folkgruppen i Mali, och deras språk bambara har blivit det huvudsakliga språk som används mellan etniska grupper i Mali jämte franska. Som den största folkgruppen i Mali utövar bambara stort inflytande på landets politik och administration, och de flesta är muslimer. De är i övrigt kända för sin rika konstnärliga produktion, särskilt de vackra träskulpturerna av gaseller och antiloper, använda som toppstycke på dansdräkter.

## Bildgalleri

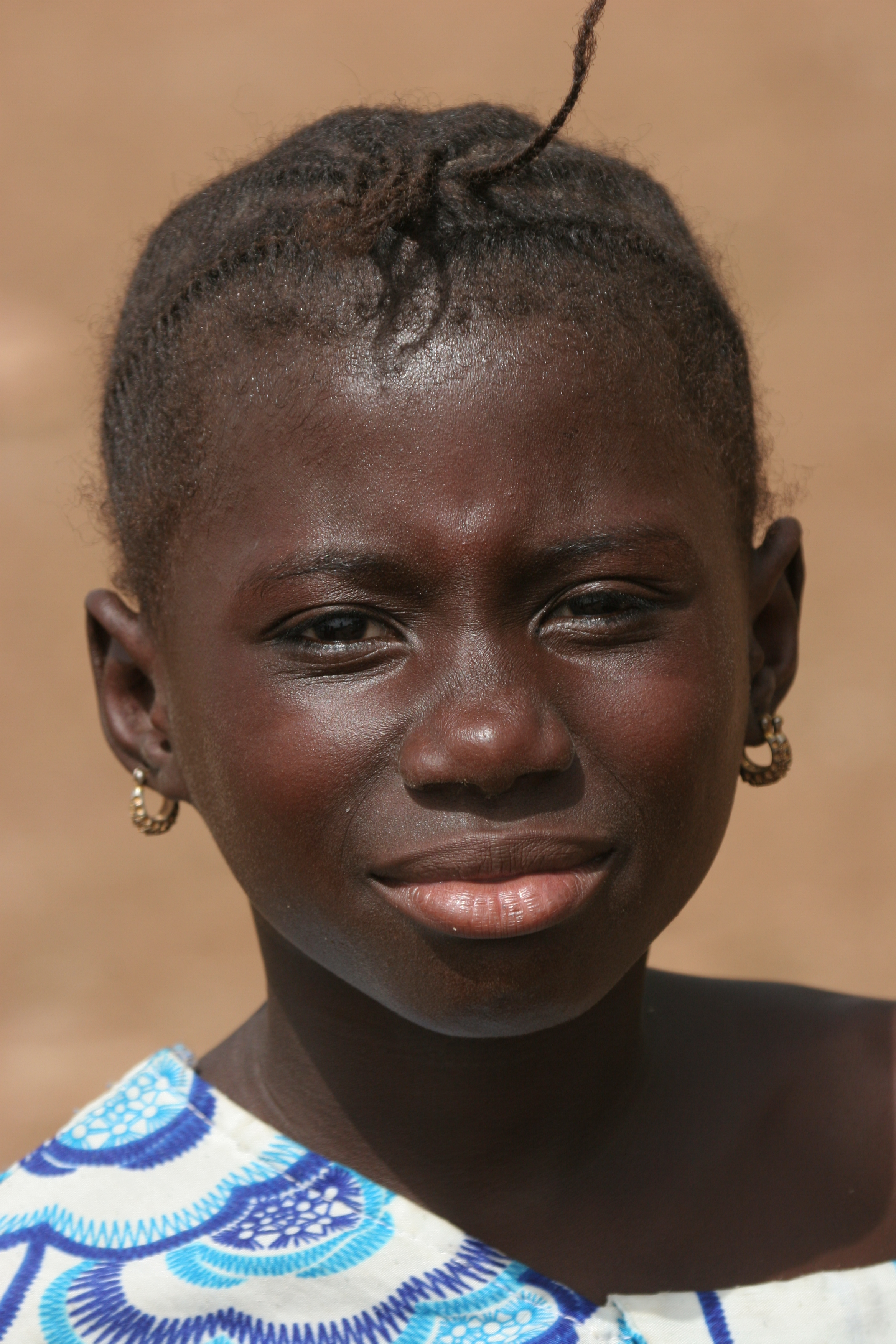
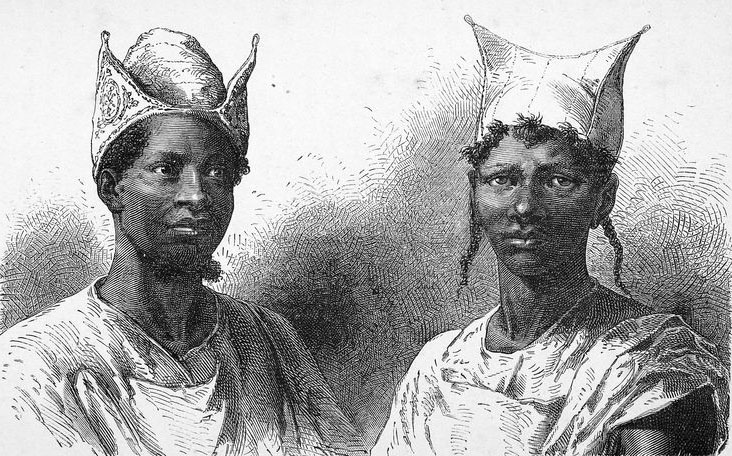
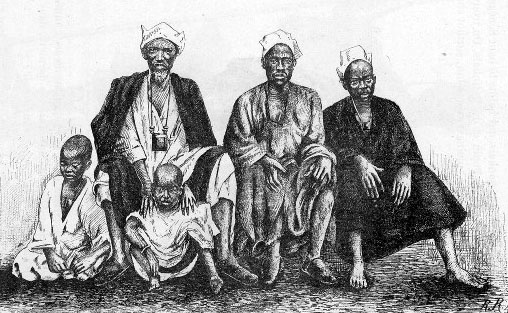
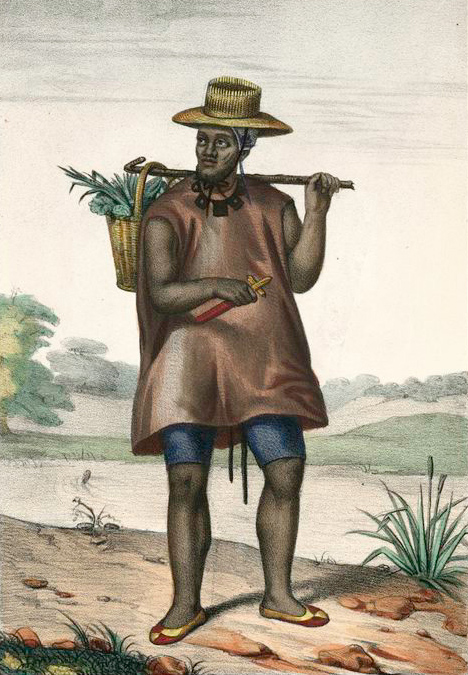
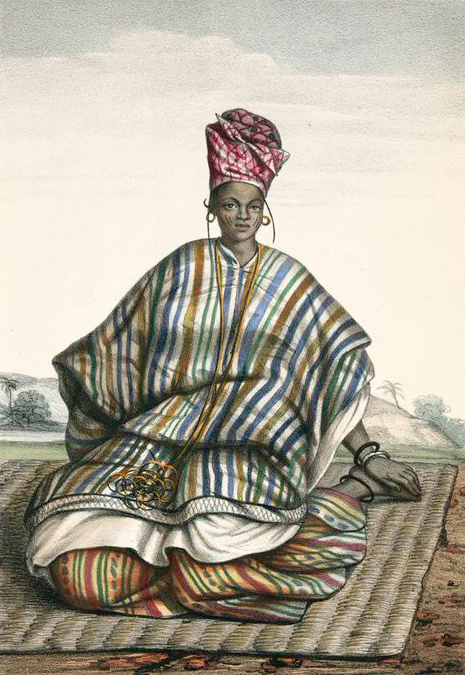
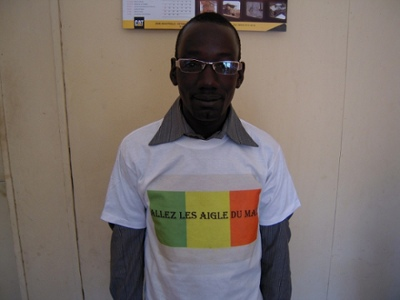